# (5763) Williamtobin
(5763) Williamtobin est un astéroïde de la ceinture principale.

## Description
(5763) Williamtobin est un astéroïde de la ceinture principale. Il fut découvert le 23 juin 1982 à Lac Tekapo par Alan C. Gilmore et Pamela M. Kilmartin. Il présente une orbite caractérisée par un demi-grand axe de 2,46 UA, une excentricité de 0,165 et une inclinaison de 0,26° par rapport à l'écliptique.

## Compléments